# Vicia menziesii
Vicia menziesii är en ärtväxtart som beskrevs av Spreng.. Vicia menziesii ingår i släktet vickrar, och familjen ärtväxter. Inga underarter finns listade i Catalogue of Life.

## Bildgalleri

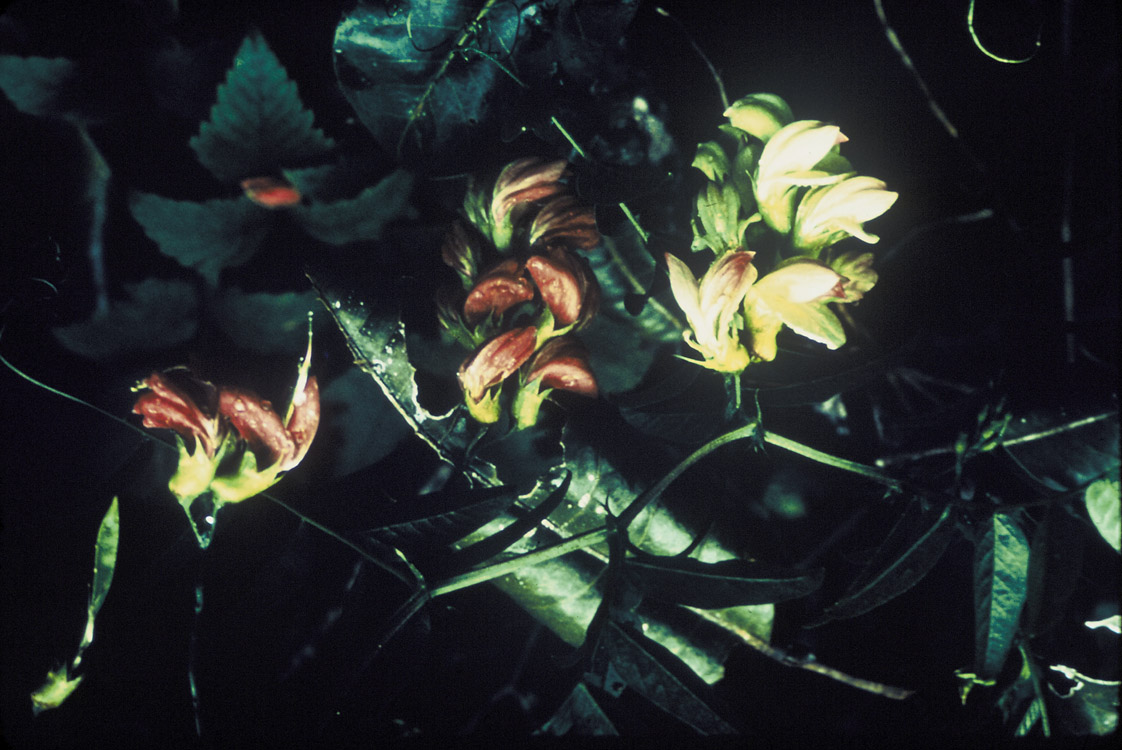
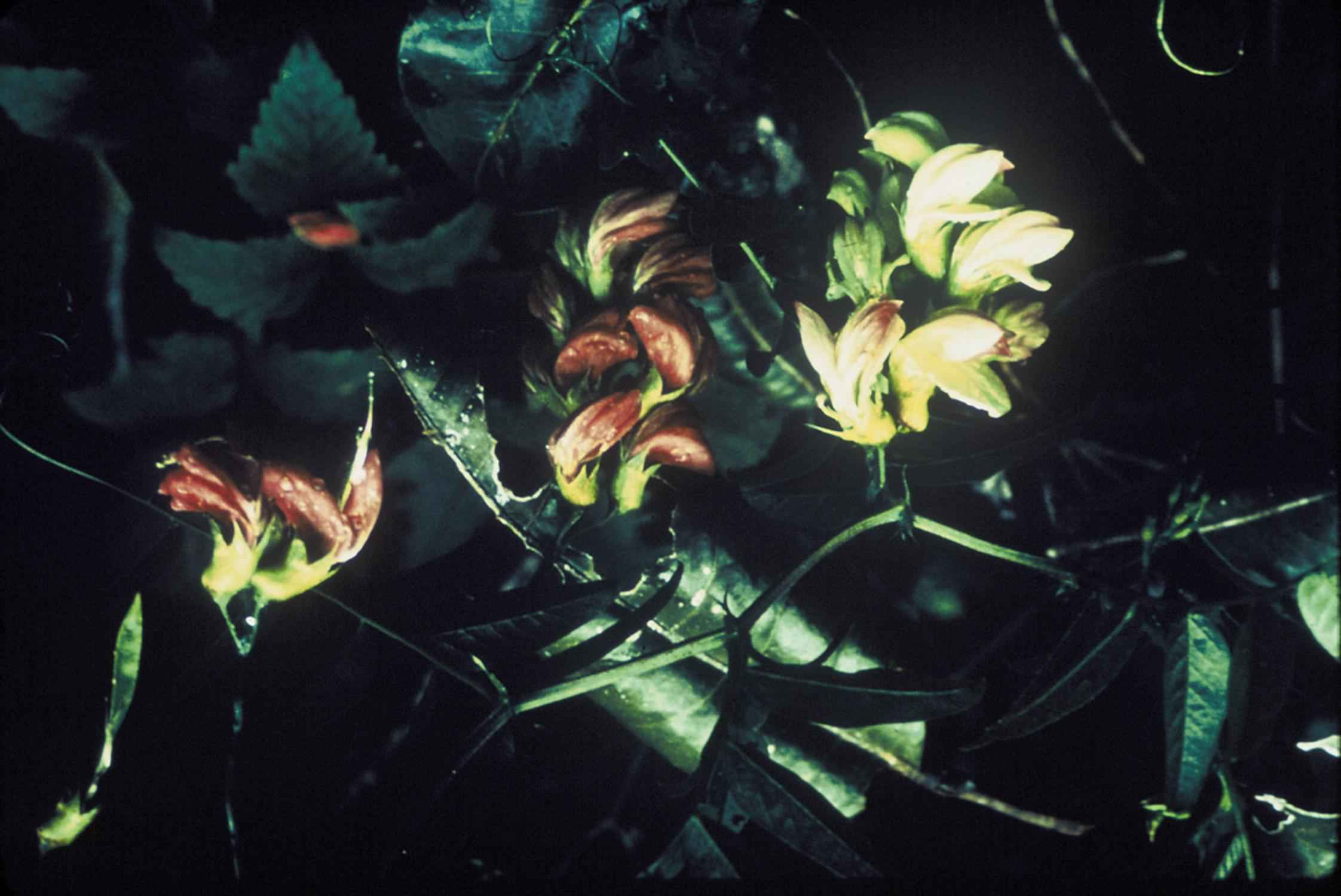